# Saragossa Terra
Saragossa Terra è il nome dato alla parte sud dell'emisfero molto lucente del satellite di Saturno Giapeto. È circondata a nord dalla Roncevaux Terra e ad est e ad ovest dalla Cassini Regio.
Questa terra deve il suo nome alla città aragonese di Saragozza, il cui nome antico in inglese è Saragossa, poiché questa città apparisce menzionata nella Chanson de Roland, il poema epico francese i cui personaggi e luoghi danno il nome alle restanti formazioni geologiche di Giapeto.